# Barpeta (stad)
Barpeta is een stad en gemeente in het district Barpeta van de Indiase staat Assam. 

## Demografie
Volgens de Indiase volkstelling van 2001 wonen er 41.175 mensen in Barpeta, waarvan 50% mannelijk en 50% vrouwelijk is. De plaats heeft een alfabetiseringsgraad van 80%.

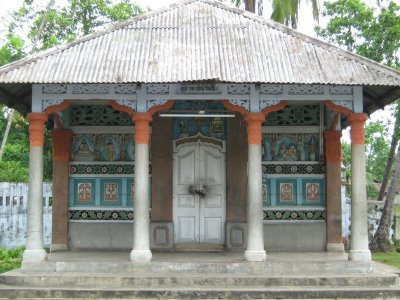
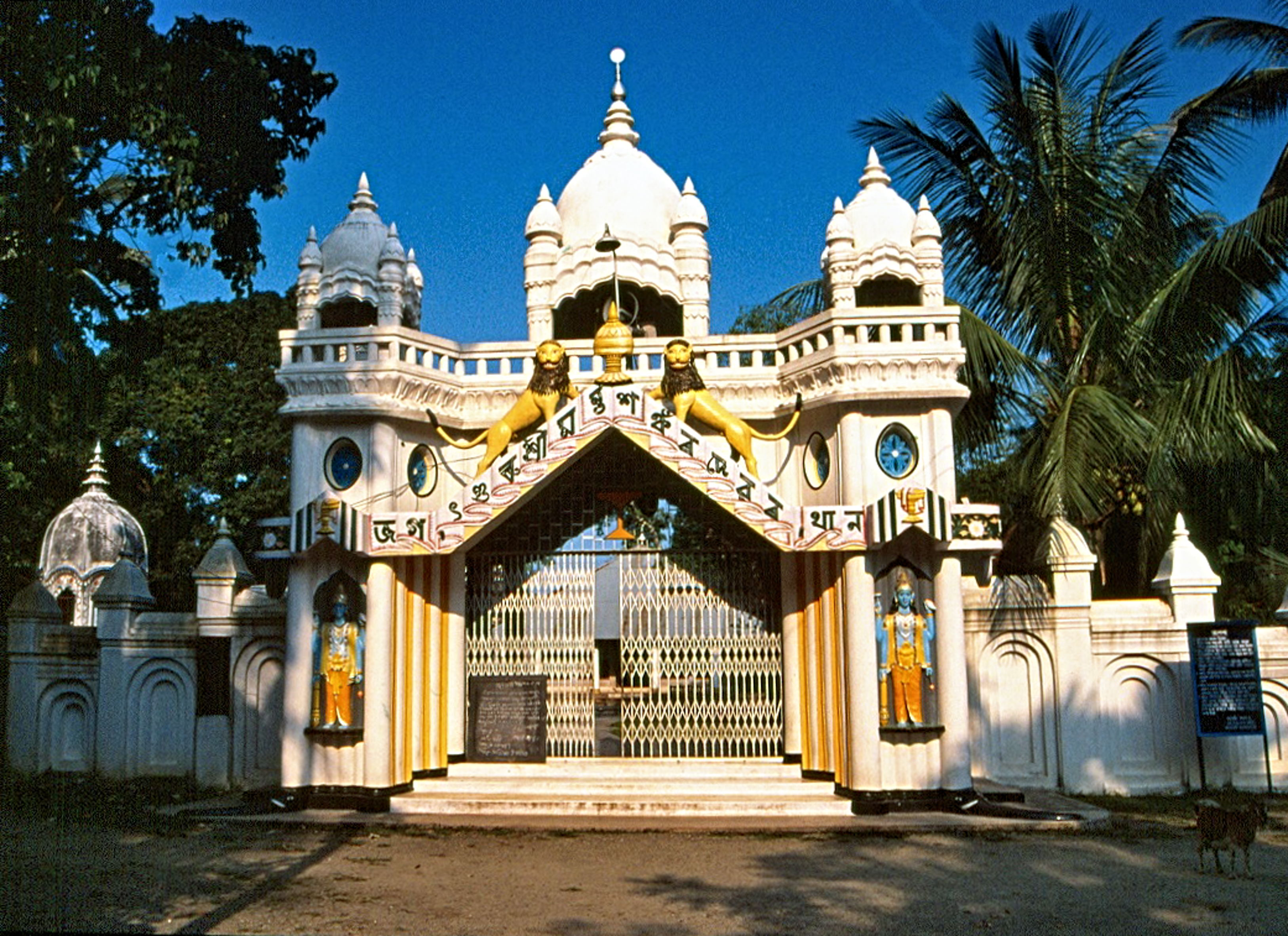
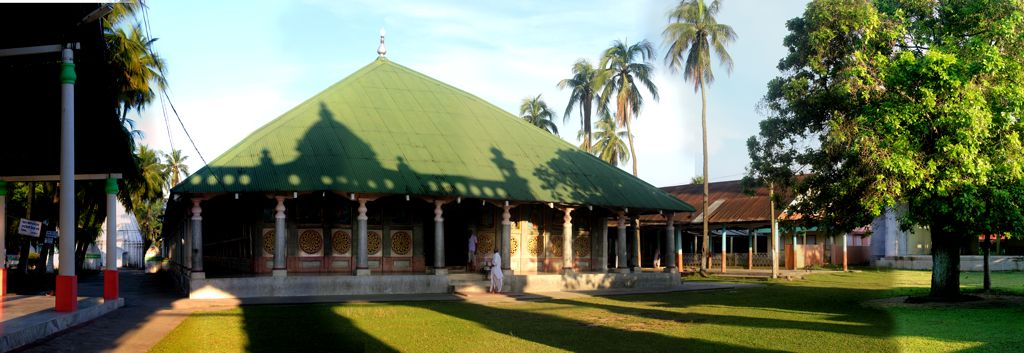
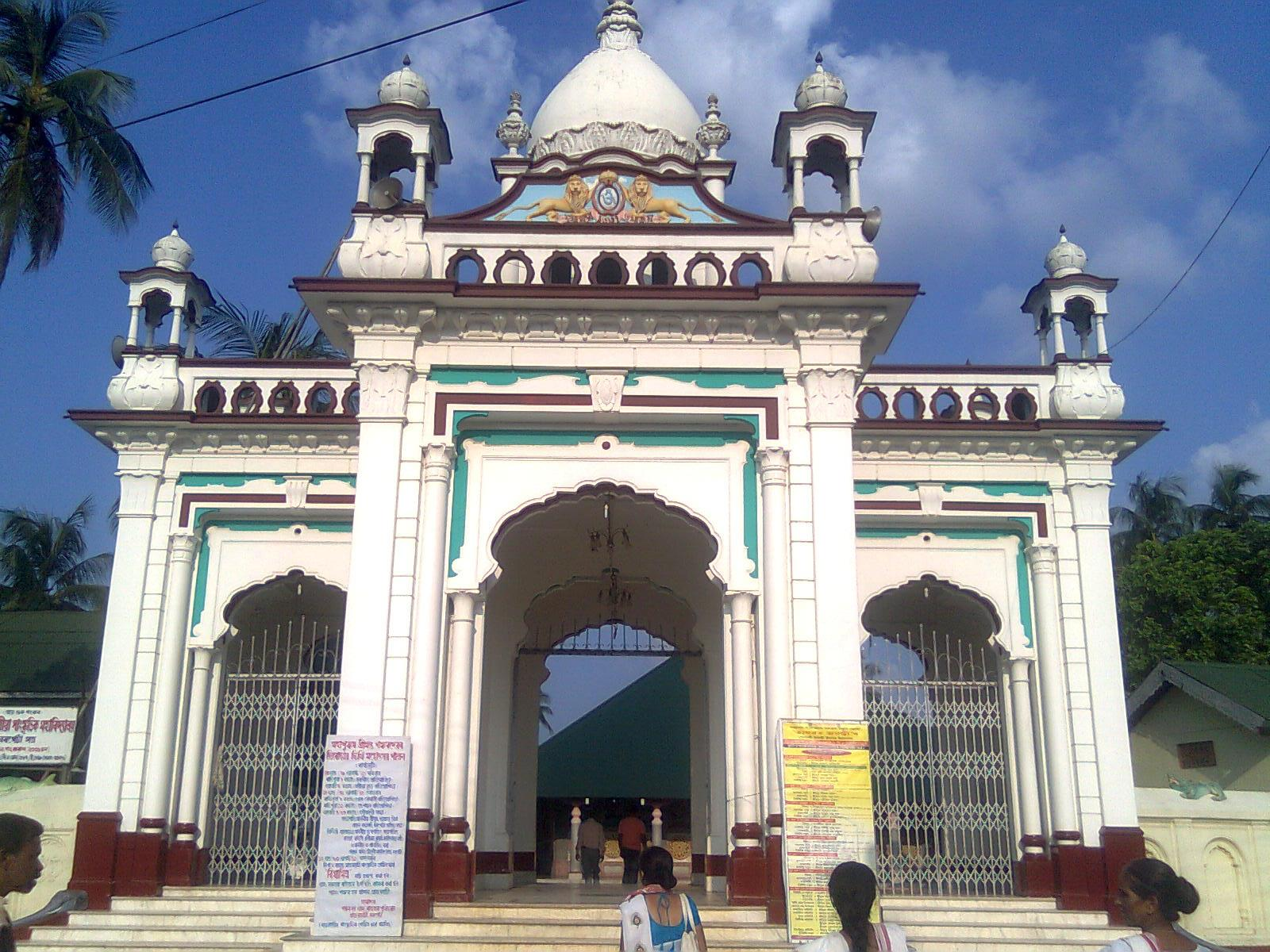